# TuS Rot-Weiß Koblenz
El TuS Rot-Weiß Koblenz es un equipo de fútbol de Alemania que juega en la Oberliga Rheinland-Pfalz/Saar, una de las ligas regionales que conforman la quinta división de fútbol en el país.

## Historia
Fue fundado el 14 de junio de 1947 en la ciudad de Coblenza de la región de Renania-Palatinado luego de la fusión de los equipos KTSC 1860, TG Koblenz y VfL 06/07 como un equipo deportivo que también participa en atletismoy boxeo.
Originalmente el club iba a llamarse Sportfreunde Rot-Weiß Koblenz pero las autoridades francesas que estaban en Alemania al finalizar la Segunda Guerra Mundial no lo permitieron y fueron suspendidos hasta que cambiaron su nombre por el actual en 1951.
A través de la historia el club ha estado en las divisiones regionales de categoría aficionada hasta que en 2010 sube a la  Bezirksliga Mitte, la sexta división , pasando en ella hasta que en 2014/15 asciende a la Rheinlanliga, la primera división de la región, eso hasta que en solo una temporada asciende a la Oberliga Rheinland-Pfalz/Saar, una de las ligas que conforman la Oberliga, jugando por primera vez a nivel nacional.

En la temporada 2018/19 gana su zona de Oberliga y por primera vez logra el ascenso a la Regionalliga Südwest, y por primera vez jugará a nivel profesional. En esa misma temporada gana la copa de la región, obteniendo la clasificación a la Copa de Alemania por primera vez donde fue eliminado en la primera ronda por el Fortuna Dusseldorf de la Bundesliga con marcador de 0-5.

## Palmarés
- Oberliga Rheinland-Pfalz/Saar: 1

2018-19
- Rheinlandliga: 1

2015–16
- Bezirksliga Mitte: 1

2010–11
- Rhineland Cup: 1

2018